# Cuba Libre (Oper)
Cuba Libre ist eine Oper in 20 Bildern, die als Auftragswerk für das Theater Erfurt entstand. Der chinesische Komponist Cong Su vertonte das Libretto Daniel Calls, das auf Motiven der Autobiographie des kubanischen Schriftstellers Reinaldo Arenas basiert.

## Handlung
Gegen Ende seines Lebens befindet sich Reinaldo im Exil in New York. Dort erinnert er sich an einzelne Begebenheiten seines Lebens und wichtige Ereignisse der Geschichte Kubas. Im Zentrum stehen weniger die historischen Geschehen als vielmehr die menschlichen Emotionen. Das Schicksal Reinaldos steht stellvertretend für das vieler Künstler, die aus dem nationalsozialistischen Deutschland ins Exil flohen.
Der jugendliche Reinoldo Arenas schließt sich den Rebellen unter Fidel Castro an. Nach dessen Sieg beteiligt er sich am Regierungsprogramm für die Erziehung und Ausbildung der Jugend. Er erkennt jedoch schnell, dass es sich um ein weiteres Terrorregime handelt und wird zu dessen erbittertem Gegner. Arenas’ erste Romane finden Beachtung in den literarischen Kreisen Havannas. In diesen Anfangstagen der Kubanischen Revolution sucht Arenas nach seiner Identität als Homosexueller und als Schriftsteller. Nach einem Schreibwettbewerb erhält er eine Stellung an der Nationalbibliothek. Als in den späten 1960er Jahren der Druck auf Homosexuelle und Künstler erhöht wird, versucht Arenas vergeblich, aus Kuba zu fliehen. Er wird als „Konterrevolutionär“ verhaftet und in ein Arbeitslager gebracht. Erst nachdem er sich dem Regime unterworfen hat, wird er freigelassen. 1980 gelingt es ihm, Kuba zu verlassen und in die USA zu emigrieren.
Die zwanzig Bilder tragen im Programmheft des Theater Erfurt die folgenden Bezeichnungen:
1. Kuba, ein Touristenparadies
2. Reinaldos Verzweiflung im Exil
3. Castros Tochter Alina
4. Die Anti-Castro-Demonstranten vor der UNO
5. Reinaldos Familie und das Leben auf dem Land: Natur und Sexualität
6. Reinaldo erlebt eine Santería-Zeremonie
7. Die Hoffnung auf eine Besserung der politischen Situation zerschlägt sich durch den Tod des Hoffnungsträgers Chibás
8. Reinaldo und seine Jugendliebe Carlos
9. Die Machtergreifung Batistas verängstigt Reinaldos Familie
10. Reinaldo erlebt Liebe und Eifersucht
11. Im Freudenhaus vergnügt sich Carlos
12. Reinaldo schließt sich den Revolutionären an
13. Castros Revolution siegt
14. Der Tod regiert
15. Alina will nach Paris
16. Viele Kinder werden in die USA geschickt
17. Der Schwarzmarkt blüht und die Gewalt regiert
18. Tausende fliehen über das Meer, unter ihnen Reinaldo
19. Reinaldo versucht sein literarisches Werk abzuschließen
20. Der Tod siegt über ihn

## Gestaltung
Das Orchester der Oper enthält die folgenden Instrumente:
- Holzbläser: 3 Flöten, 2 Oboen, 2 Klarinetten, 2 Fagotte
- Blechbläser: 3 Hörner, 3 Trompeten, 3 Posaunen, 1 Tuba
- 4 Pauken, Schlagzeug
- Gitarre
- Streicher: 8 erste Geigen, 7 zweite Geigen, 6 Bratschen, 5 Celli, 4 Kontrabässe
- Keyboard

Der Komponist Cong Su schrieb im Vorwort zu der Oper, dass er, um das „Kuba-Klischee“ zu vermeiden, auf die karibische Volksmusik soweit möglich verzichten wollte. Kubanische Elemente seien nur noch sporadisch in Harmonien, Instrumenten oder einzelnen Tönen erkennbar. Stattdessen habe er einen Versuch der „Neuen Weltmusik“ im Sinne eines Crossover unternommen und seine eigene ostasiatische Tonsprache um afrikanische und karibische Elemente sowie Techniken der zeitgenössischen westlichen Kompositionsweise ergänzt. Er hoffe, „mit dieser Oper eine Musiksprache in Einklang mit der Weltkultur ohne Grenzen zwischen E- und U-Musik geschrieben zu haben“.

## Werkgeschichte
Die Idee zu der Oper stammt vom Komponisten Cong Su und dem Regisseur John Dew. Da Dew aus Kuba stammt, regte Cong Su an, eine Oper über Kuba zu schreiben. Sein Vorschlag einer Geschichte über die Tochter Fidel Castros war Dew allerdings „nicht theatralisch genug“. Er schlug vor, deren Geschichte mit der des kubanischen Schriftstellers Reinaldo Arenas zu verbinden und die Oper Cuba Libre zu nennen. Das damals von Dew geleitete Theater Dortmund beauftragte darauf den Dramatiker Daniel Call mit dem Libretto. Cong Su erhielt den fertigen Text im September 1998. Er benötigte fast zwei Jahre für die Komposition des Klavierauszugs. Die Orchestration erstellte er zusammen mit Ralf Wienrich.:16
Bei der Uraufführung am 19. März 2005 im Theater Erfurt spielten das Philharmonische Orchester Erfurt, der Opernchor des Theater Erfurt und der Philharmonische Kinder- und Jugendchor der Musikschule Erfurt. Die musikalische Leitung hatte Karl Prokopetz. Regie führte John Dew. Die Bühne stammte von Thomas Gruber und die Kostüme von José Manuel Vazquez. Es sangen Erik Fenton (Reinaldo), Melih Tepretmez (Carlos), Christina Rümann (Alina/Ofelia 2), Denis Lakey (Referent/Priester/Coco), Elvira Soukop (Großmutter), Peter Umstadt (Fortunato), Anja Augustin (Eufrasia/Naty), Juan Carlos Mera-Euler (Großvater), Susanne Rath (Mercedita/Ofelia 1), Albert Pesendorfer (Der Alte), Jörg Rathmann (Hiram) und Reinhard Becker/Thomas Briesemeister (Ausrufer).